# Dicée à flancs jaunes
Dicaeum aureolimbatum
Espèce
Statut de conservation UICN

 LC  : Préoccupation mineure
Le Dicée à flancs jaunes (Dicaeum aureolimbatum) est une espèce de passereau placée dans la famille des Dicaeidae.

## Répartition
Il est endémique de Sulawesi en Indonésie.

## Habitat
Il habite les forêts humides tropicales et subtropicales.

## Sous-espèces
Selon Peterson
- Dicaeum aureolimbatum aureolimbatum (Wallace) 1865
- Dicaeum aureolimbatum laterale Salomonsen 1960